# Duinen Vlieland
Das Fauna-Flora-Habitat-Gebiet Duinen Vlieland liegt auf der westfriesischen Insel Vlieland in der niederländischen Provinz Friesland. Das 14,8 km² große Schutzgebiet gehört zum europäischen Schutzgebietsnetz Natura 2000. Es umfasst nahezu die gesamte Insel bis auf die Siedlungsbereiche und die vorgelagerten Sandbänke.
Das Gebiet grenzt im Norden an das Natura-2000-Gebiet Noordzeekustzone und im Süden an das Natura-2000-Gebiet Waddenzee. Zudem überschneidet es sich in großen Teilen mit dem gleichnamigen Vogelschutzgebiet. Das Gebiet wurde 2002 als FFH-Gebiet vorgeschlagen. 2004 erfolgte die Bestätigung als Gebiet gemeinschaftlicher Bedeutung (SCI) und 2009 die Ausweisung als Besonderes Erhaltungsgebiet (SAC).

## Schutzzweck

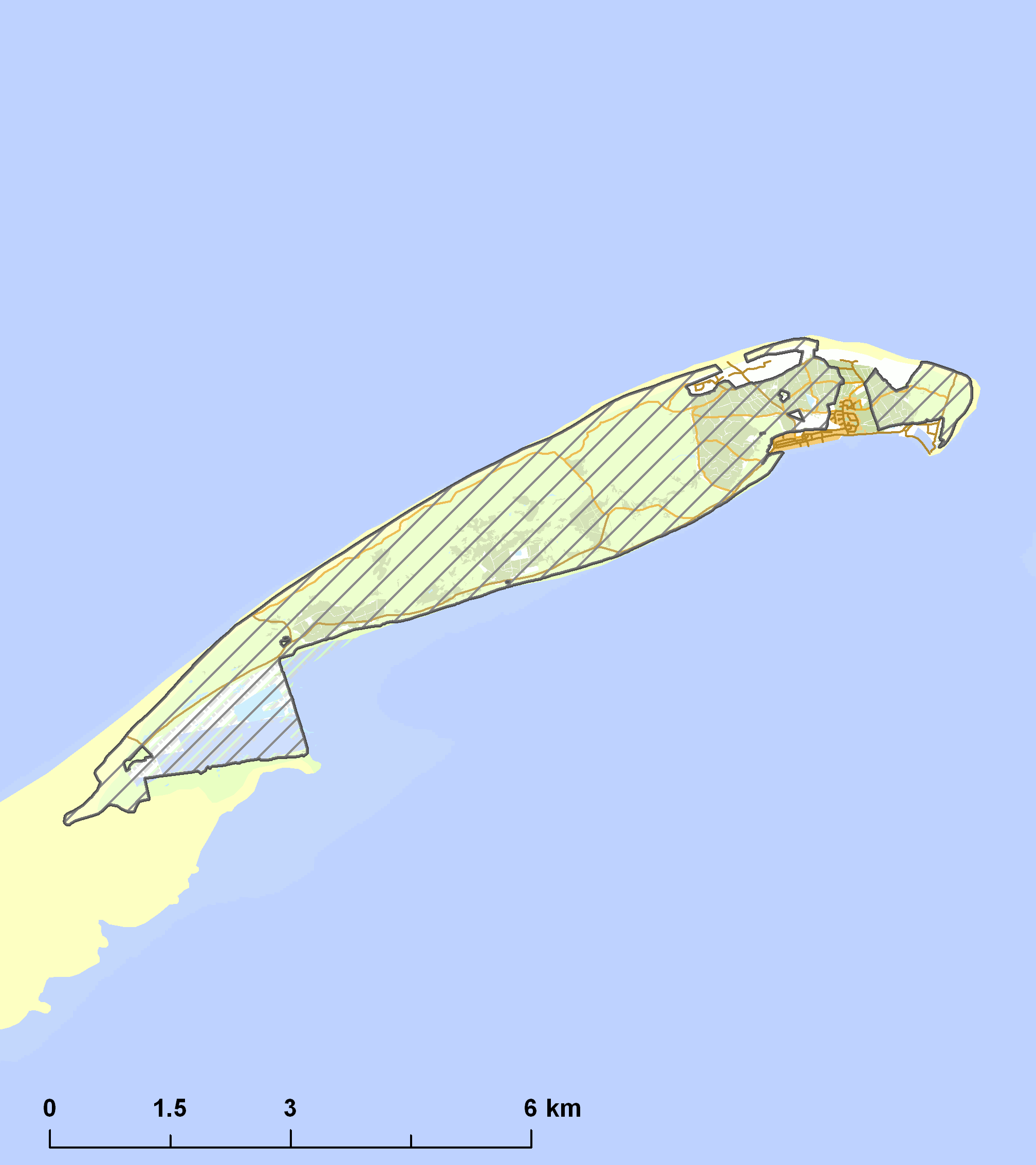
Karte des Schutzgebiets (schraffiert)

### Lebensraumtypen
Folgende Lebensraumtypen nach Anhang I der FFH-Richtlinie kommen im Gebiet vor; prioritäre Lebensraumtypen sind mit * gekennzeichnet:
| EU Code | * | Lebensraumtyp (offizielle Bezeichnung)                                                            | Fläche (ha) |
| ------- | - | ------------------------------------------------------------------------------------------------- | ----------- |
| 1310    |   | Pioniervegetation mit Salicornia und anderen einjährigen Arten auf Schlamm und Sand (Quellerwatt) | 5,8         |
| 1330    |   | Atlantische Salzwiesen (Glauco-Puccinellietalia maritimae)                                        | 39          |
| 2110    |   | Primärdünen                                                                                       | 1,81        |
| 2120    |   | Weißdünen mit Strandhafer Ammophila arenaria                                                      | 204         |
| 2130    | * | Festliegende Küstendünen mit krautiger Vegetation (Graudünen)                                     | 320         |
| 2140    | * | Entkalkte Dünen mit Empetrum nigrum                                                               | 92,6        |
| 2150    | * | Festliegende entkalkte Dünen der atlantischen Zone (Calluno-Ulicetea)                             | 4,88        |
| 2160    |   | Dünen mit Hippophaë rhamnoides                                                                    | 26,9        |
| 2170    |   | Dünen mit Salix repens ssp. argentea (Salicion arenariae)                                         | 1,75        |
| 2180    |   | Bewaldete Dünen der atlantischen, kontinentalen und borealen Region                               | 53,5        |
| 2190    |   | Feuchte Dünentäler                                                                                | 79,9        |

### Arteninventar
Folgende Arten von gemeinschaftlichem Interesse sind für das Gebiet gemeldet:
| Bild             | EU Code | * | Art              | wissenschaftlicher Name | Artengruppe |
| ---------------- | ------- | - | ---------------- | ----------------------- | ----------- |
| Kegelrobbe       | 1364    |   | Kegelrobbe       | Halichoerus grypus      | Säugetiere  |
| Sumpf-Glanzkraut | 1903    |   | Sumpf-Glanzkraut | Liparis loeselii        | Pflanzen    |